# Pátý elefant
Pátý Elefant (anglicky The Fifth Elephant) je humoristická fantasy kniha Terryho Pratchetta, 24. ze série Zeměplocha. Jedná se o pátou knihu ze Zeměplochy, jejíž hlavní postavou je velitel Městské hlídky Samuel Elánius.

## Obsah
Samuel Elánius, velitel Městské hlídky Ankh-Morporku a vévoda ankhský, si myslí, že je na tom dost špatně, když byl vyslán do Überwaldu – převážně divokého území – na diplomatickou misi. Má zde dohodnout pro Ankh-Morpork stabilní přísun tuku, který trpaslíci těží v místě, kde prý dopadl mytický pátý elefant. Následně je ale zapleten do rozdmýchávající se trpasličí obdoby svaté války a jeho mise končí dlouhým útěkem zcela bez oblečení přes zamrzlé Überwaldské pláně s vlkodlaky v patách.